# Brodnice
Brodnice so naselje v Občini Laško.